# Hot Bird 13E
Hot Bird 13E (successivement Hot Bird 7A, Eurobird 9A et Eutelsat 9A) est un satellite de télécommunications appartenant à l'opérateur Eutelsat. Positionné à 13° est depuis 2016, il fait partie de la position Hot Bird et diffuse des chaînes de télévision, des radios ainsi que d'autres données numériques. Il est entré en service opérationnel le 20 avril 2006.
Construit par Alcatel Alenia Space sur une plate-forme Spacebus 3000 B3, il est équipé de 38 transpondeurs en bande Ku diffusant sur l'Europe, l'Afrique du nord et le Moyen-Orient.
Il a été lancé le 11 mars 2006 à 22h32 GMT par une fusée Ariane 5 ECA depuis le port spatial de Kourou avec le satellite de communications militaires Spainsat. Il avait une masse au lancement de 4 100 kg. Sa durée de vie estimée est de 15 ans.